# Cantorsche Antinomie
Georg Cantor beschrieb in den Jahren 1897 bis 1899 mehrere Antinomien, durch die er bewies, dass bestimmte Klassen keine Mengen sind. Seine Beweise belegen, dass er keinen naiv-widersprüchlichen Mengenbegriff hatte, was wegen Cantors Mengendefinition oft behauptet wird. Er trennte schon Mengen als konsistente Vielheiten von inkonsistenten Vielheiten, die heute echte Klassen heißen. Weil Cantor seine Antinomien  nicht veröffentlichte, sondern nur brieflich an David Hilbert und Richard Dedekind mitteilte, wurde seine Mengenlehre oft fälschlich als naive Mengenlehre eingeschätzt. Erst die Publikation seiner Briefe 1932 durch Zermelo machte bekannt, dass dem Erfinder der Mengenlehre schon sehr früh die Antinomie-Problematik bewusst war. Cantors Mengenaxiome aus ebendiesen Briefen bilden die älteste bemerkenswerte Lösung der Problematik.

## Erste Cantorsche Antinomie
1897 zeigte Cantor, dass die Klasse aller (transfiniten) Kardinalzahlen, die „Totalität aller Alephs“, keine Menge, sondern eine echte Klasse ist, über einen indirekten Beweis: Wäre diese Totalität eine Menge, würde es ein größeres Aleph geben, das als Element zu dieser Totalität gehören würde und nicht gehören würde. Cantor wurde diese Antinomie erst in den letzten Jahren bewusst: 1890 erklärte er den „Inbegriff aller Mächtigkeiten“ noch als „wohlgeordnete Menge“.
Die erste Cantorsche Antinomie ist zu unterscheiden vom Burali-Forti-Paradoxon aus demselben Jahr, mit dem Burali-Forti die Klasse aller Ordinalzahlen als Nichtmenge nachwies. Cantor beschrieb zwar auch diese Antinomie, aber erst 1899 in einem unpublizierten Brief. In ihm stellte er anschließend die Kardinalzahl-Antinomie nochmals als Verschärfung des Burali-Forti-Paradoxons dar.

## Zweite Cantorsche Antinomie
1899 zeigte Cantor über einen indirekten Beweis, dass „der Inbegriff alles Denkbaren“ oder „das System aller denkbaren Klassen“, die sogenannte Allklasse, keine Menge ist: Wäre die Allklasse eine Menge, dann wäre die Potenzmenge der Allklasse eine Teilmenge der Allklasse und damit keine mächtigere Menge, wie es der Satz von Cantor verlangt. Damit bewies er, dass die Allklasse eine echte Klasse ist.